# Romanzo popolare
Romanzo popolare is een Italiaanse "Commedia all'italiana"-film uit 1974 van Mario Monicelli met in de hoofdrollen Ugo Tognazzi, Ornella Muti, Michele Placido en Pippo Starnazza. De oorspronkelijke muziek is van de Italiaanse singer-songwriter Enzo Jannacci. De film was een van de grootste kassuccessen van het seizoen 1974-1975 in Italië. "Age & Scarpelli" (het schrijversduo Agenore Incrocci en Furio Scarpelli) kregen de David di Donatello prijs 1975 voor beste scenario.

## Het verhaal
Het verhaal is gesitueerd in het Milanese arbeidersmilieu. Giulio Basletti (Tognazzi), een vijftigjarige vakbondsmilitant uit Milaan, wordt verliefd op zijn petekind, de mooie zeventienjarige Vincenzina (Muti), afkomstig uit het zuiden. Ze raakt zwanger en ze trouwen. Wanneer de jaloerse Giulio na een korte afwezigheid terugkeert, ontdekt hij dat Vincenzina een flirt is begonnen met zijn vriend Giovanni (Placido), een jonge politieagent die ook uit het zuiden komt. Uit woede en jaloezie jaagt hij haar het huis uit. Vincenzina krijgt genoeg van hen beiden en gaat met haar zoontje alleen wonen. Jaren later, wanneer Giulio gepensioneerd is, Giovanni overgeplaatst is en een eigen gezin heeft en Vincenzina zelf actief is in de vakbond, worden de plooien gladgestreken.

## Rolverdeling
| Acteur           | Personage                     |
| ---------------- | ----------------------------- |
| Ugo Tognazzi     | Giulio Basletti               |
| Ornella Muti     | Vincenzina Rotunno            |
| Michele Placido  | Giovanni Pizzullo             |
| Pippo Starnazza  | Salvatore, buurman van Giulio |
| Nicolina Papetti | vrouw van Salvatore           |